# 你快樂，所以我不快樂
《你快樂，所以我不快樂》（西班牙語：Mientras duermes；直译：「当你熟睡」）是一部2011年的西班牙心理驚悚片，由豪梅·巴拿蓋魯（Jaume Balagueró）执导，阿尔贝托·马里尼（Alberto Marini）编剧，路易斯·托薩（Luis Tosar）和瑪塔·圖拉（Marta Etura）主演。在影片中，托薩饰演的门房塞萨尔无论生活中发生了什么事，都无法感到快乐。他的目标是让公寓的住户不快樂。而圖拉饰演的住户克拉拉让他意识到，想让她不快樂比他预想的更难，而当她的男友马科斯来访时，事情变得更加扭曲。该片是第44届錫切斯電影節上最受期待的影片之一。

## 剧情
在巴塞罗那的一栋公寓大楼里，门房塞萨尔站在楼顶上讲述他无论做什么或发生什么好事都无法感到快乐的本性。随后，他从克拉拉的公寓里醒来，开始在大堂的日常工作。他贿赂邻居住户女儿乌尔苏拉，让她不要告诉别人。塞萨尔探望住在医院的病重母亲，母亲几乎无法说话，但她听着塞萨尔谈论克拉拉。另一位住户维罗妮卡请塞萨尔照顾她的狗，详细说明如何喂食，但塞萨尔无视这些指示，给狗洛西奥喂了一块馅饼。克拉拉回到家，打开收到的信件，然后撕碎扔掉。这时，塞萨尔藏在她的床下，等待她入睡后，用氯仿让她继续熟睡，然后往她的护理用品中注射某种药剂。第二天早上，他趁克拉拉熟睡时偷偷离开，而乌尔苏拉则在门外等着，威胁塞萨尔给她一部成人影片才保守他的秘密。塞萨尔在大堂工作时遇到维罗妮卡外出，他问她洛西奥的情况，维罗妮卡解释说狗可能吃了什么导致腹泻严重。
乌尔苏拉逃学来到塞萨尔的房间，索要录像带，还告诉他她和克拉拉谈论过他。乌尔苏拉要求塞萨尔支付100欧元作为保密费。塞萨尔还激怒了另一位住户，因为他没有照顾植物，导致植物死亡。在医院再次探望母亲时，塞萨尔表示自己就要让克拉拉失去笑容了，他的目标是让住户们都感到痛苦。塞萨尔告诉公寓的清洁工办公室没有打扫干净，导致清洁工的儿子受罚。
塞萨尔再次藏在克拉拉的床下，用氯仿让她进入深度睡眠，继续捣乱她的物品，还在她的公寓里撒下虫卵。几天过去了，克拉拉因塞萨尔捣乱她的护理用品而出现的皮疹有所好转，但她却发现了公寓里大量的蟑螂，决定搬到母亲家住，直到塞萨尔除完虫再回来。警方介入调查谁在骚扰克拉拉，而塞萨尔嫁祸给清洁工的儿子，导致他被逮捕。
塞萨尔再次进入克拉拉的公寓，发现她的男友马科斯也来了。由于两人在床上摇晃导致一些氯仿沾到自己脸上，塞萨尔打算悄悄离开公寓，却发现自己拿错了钥匙，被锁在里面。塞萨尔醒来时在克拉拉的浴室里，而马科斯发现了塞萨尔的运动包里藏着许多可疑物品。塞萨尔试图逃跑时被马科斯发现。塞萨尔解释了自己的理由，骗过他们离开公寓后，得知自己将被解雇。克拉拉和马科斯原本要去旅行，但由于克拉拉已怀孕四週而中途返回。马科斯感到震惊，因为他每次都使用了安全措施。
马科斯敲响塞萨尔的门，要求他检查克拉拉的公寓，说有新的虫害问题。塞萨尔去检查，意识到马科斯已经察觉到他潜入克拉拉的公寓，还找到了塞萨尔用来下药的物品。两人开始打斗，塞萨尔用一块玻璃片刺向马科斯的脖子，将他杀死。塞萨尔知道乌尔苏拉知晓他与马科斯的死亡有关，于是潜入她的公寓威胁她保持沉默，以免自己入狱。克拉拉搬出了公寓，生下了孩子，塞萨尔寄给她一封信说明了一切，希望她每次看孩子时都会想到他，感谢她让他终于找到了快乐。

## 演员
- 路易斯·托薩 Luis Tosar 饰 塞萨尔

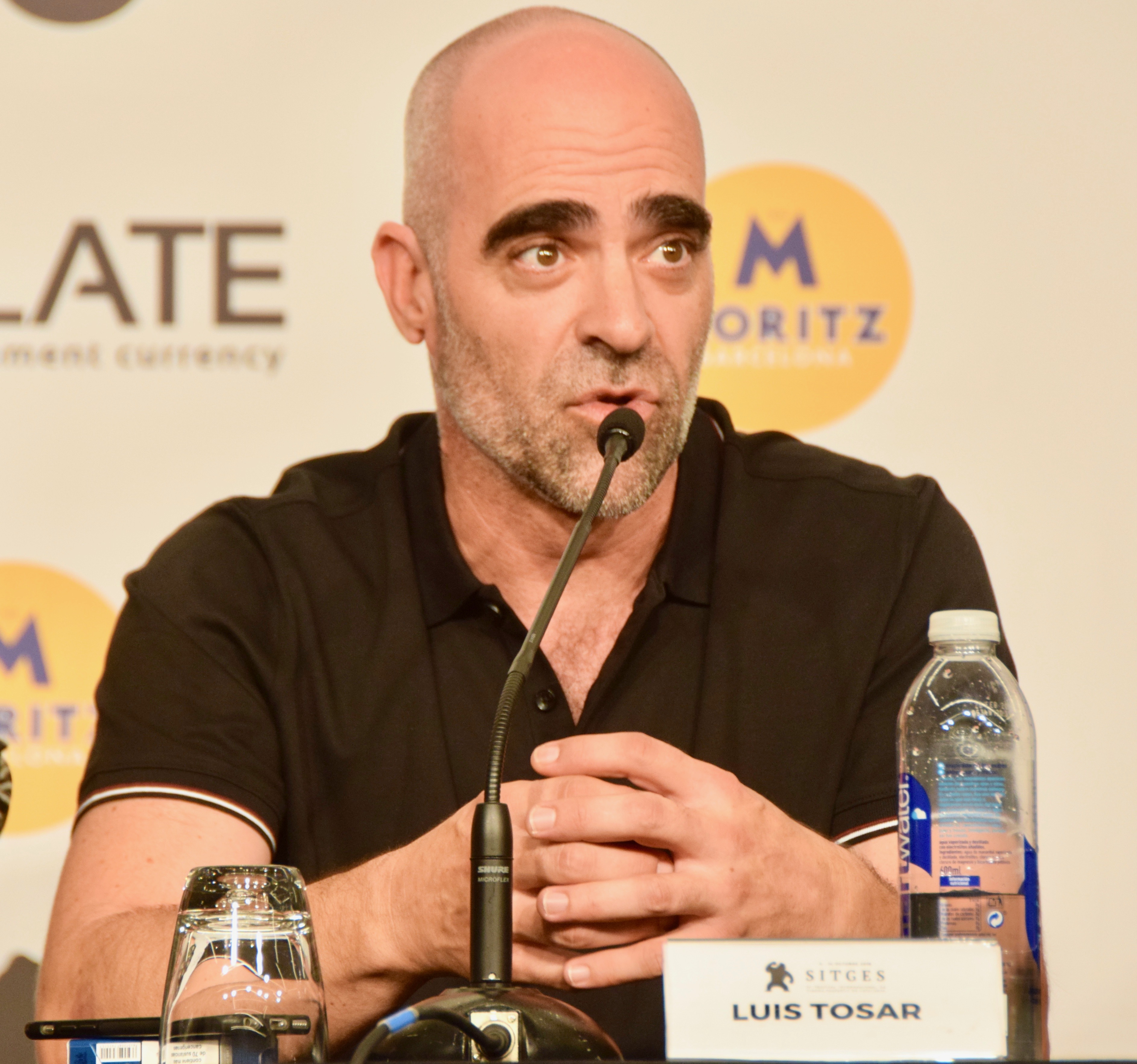
路易斯·托薩在錫切斯電影節

- 瑪塔·圖拉 Marta Etura 饰 克拉拉
- 亞柏托·聖璜 Alberto San Juan 饰 马科斯
- 佩普·托萨尔 Pep Tosar 饰 乌尔苏拉的父亲
- 佩特拉·马丁内斯 Petra Martínez 饰 维罗妮卡
- 安帕罗·费尔南德斯 Amparo Fernández 饰 清洁工
- 伊莉丝·阿尔梅达 Iris Almeida 饰 乌尔苏拉
- 罗杰·莫里拉 Roger Morilla 饰 清洁工的儿子
- 玛格丽塔·罗塞特 Margarita Roset 饰 塞萨尔的母亲
- 曼尔·杜索 Manel Dueso 饰 警察